# Katarina av Bourbon

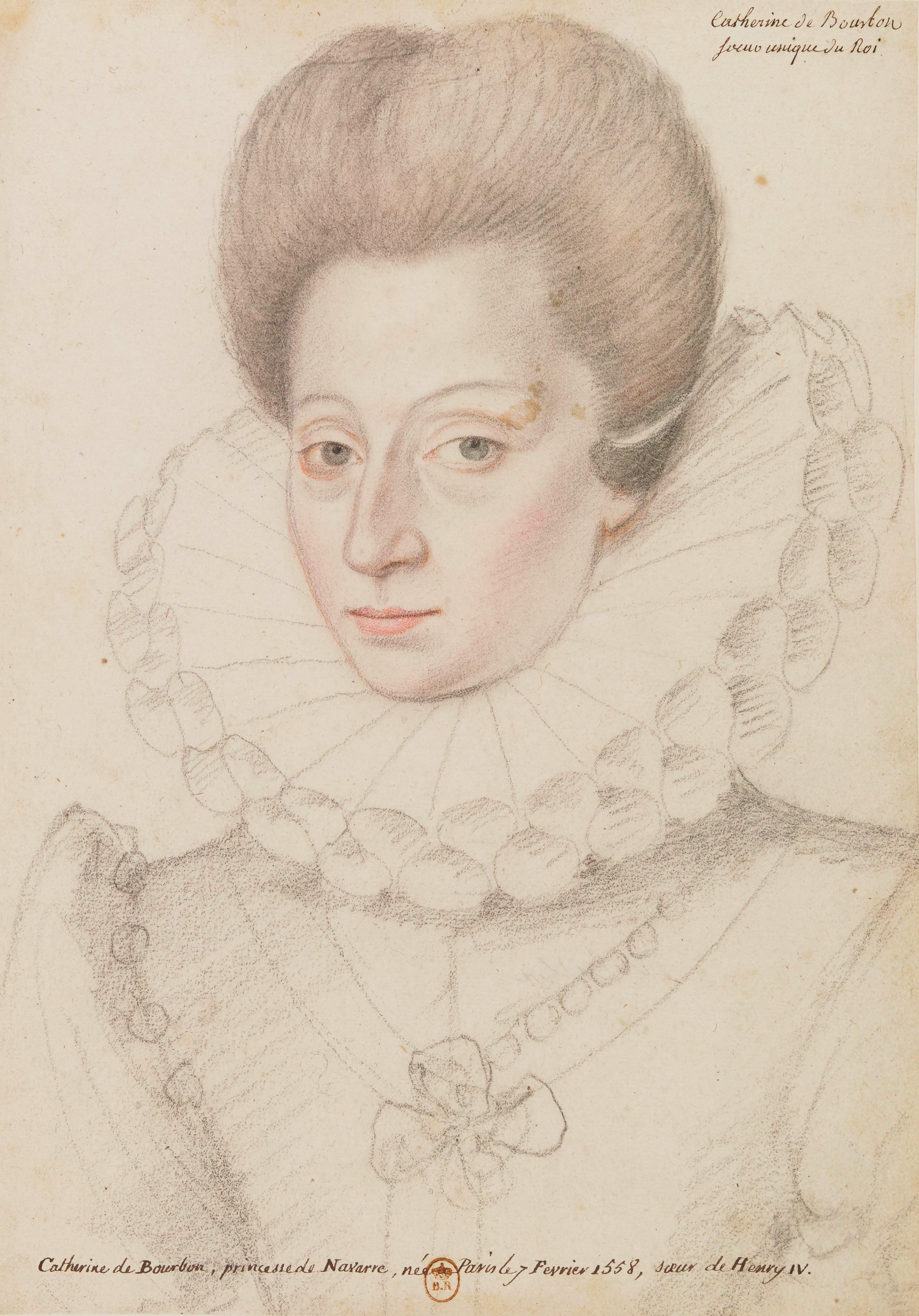
Katarina av Bourbon

Katarina av Bourbon, född 7 februari 1559 i Paris, död 13 februari 1604 i Nancy, var en prinsessa av Navarra och som gift kronprinsessa av Lothringen; gift 1598 med hertig Henrik II av Lothringen. Hon var dotter till drottning Johanna III av Navarra och Anton av Bourbon och syster till kung Henrik IV av Frankrike. Hon var regent i Navarra under sin brors frånvaro 1576–1596. 

## Biografi
Katarina uppfostrades av sin mor till en sträng tro på protestantismen. Hon var närvarande på sin brors bröllop i Paris 1572 och tvingades tillsammans med hela sitt följe konvertera till katolicismen under Bartolomeinatten. 
Hon fick tillstånd att återvända till Navarra 1576 och återgick då omedelbart till protestantismen. Hon regerade Navarra från 1576, under sin brors frånvaro. 
1598 arrangerade brodern ett politiskt alliansäktenskap åt henne med katoliken Henrik II av Lothringen. Hon vägrade att konvertera, och en dispens krävdes därför av påven. En sådan gavs 1598 men drogs tillbaka. Henrik IV lät då utverka en dispens och en vigsel av biskopen av Reims. Vigseln ägde rum 1599. Påven godkände dock inte äktenskapet förrän 1604. Hon dog barnlös.  